# Tsacasiella inornata
Tsacasiella inornata är en tvåvingeart som beskrevs av Jason Gilbert Hayden Londt 2002. Tsacasiella inornata ingår i släktet Tsacasiella och familjen rovflugor.
Artens utbredningsområde är Namibia. Inga underarter finns listade i Catalogue of Life.